# Routier (scoutisme)
 (mai 2021).
Si vous disposez d'ouvrages ou d'articles de référence ou si vous connaissez des sites web de qualité traitant du thème abordé ici, merci de compléter l'article en donnant les références utiles à sa vérifiabilité et en les liant à la section « Notes et références ».
Pour les articles homonymes, voir Routier.
Dans le scoutisme, les routiers, ou routiers-scouts (en anglais rover scouts), sont la branche (tranche d'âge) aînée, regroupant les jeunes de 17 à 25 ans suivant les mouvements. Cette branche est souvent désignée comme la route. Leur équivalent dans le guidisme sont les rangers ou les guides-aînées. Les routiers ont été créés en 1918 comme un prolongement du scoutisme à destination de jeunes trop âgés pour être éclaireurs. Les chefs d'autres branches du mouvement scout peuvent aussi être routiers. Les routiers sont organisés en « clans » et les guides-aînées en « feu », divisés en « équipes » regroupant six à huit jeunes.
Les routiers mettent l'accent sur le service, une des valeurs phares du scoutisme, ainsi que sur des activités de plein air adaptées à leur tranche d'âge. Certains clans mettent en place des projets humanitaires, parfois même internationaux.
Un certain nombre de mouvements scouts ont abandonné cette méthode à partir des années 1960, dont The Scout Association (Royaume-Uni), les Boy Scouts of America, ou encore les Scouts de France avec les compagnons.
Dans plusieurs mouvement de scoutisme  Routier-Scout ou R-S peut aussi désigner plus spécifiquement un routier ayant pris un engagement lors d'une cérémonie appelée départ routier. Souvent il porte alors sur son uniforme des insignes spécifiques qui lui sont remis lors de la cérémonie, le plus souvent il s'agit d'un insigne métallique comportant les lettres R-S et des flots Rouges, Verts et Jaune, comme entre autres à l'AGSE, aux SUF, aux SDF (abandonné en 1964), plusieurs mouvements membres de la FEE, l'AABP (Canada).

## Le clan
Les routiers vivent au sein d'un clan, composé donc de jeunes de plus de 17 ans.

### Chez les SUF

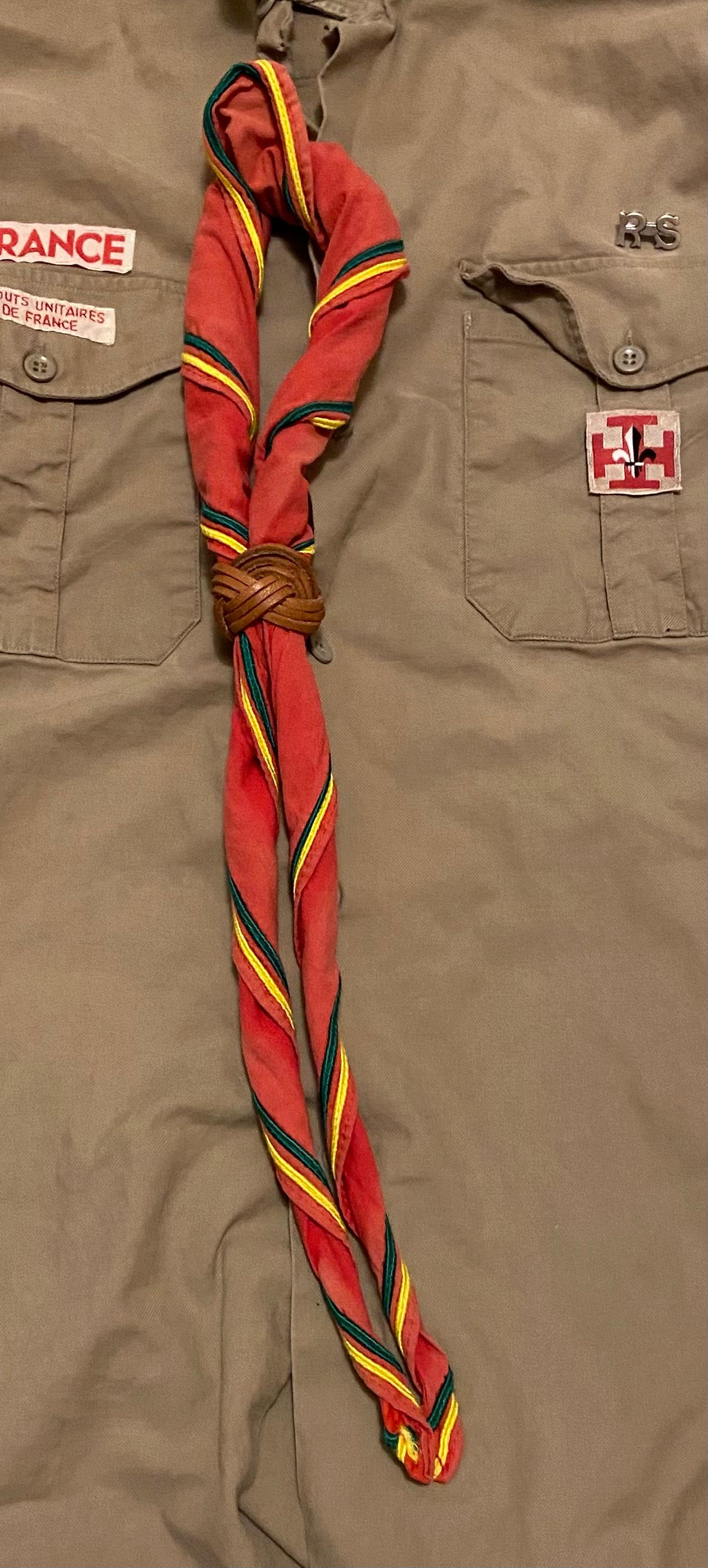
Foulard routier et guide-aînée des SUF.

Au sein des Scouts Unitaires de France (SUF), le clan est composé de routier de 17 à 25 ans maximum. Le clan est rattaché à un groupe scout, et fait partie de la CDA, la Communauté Des Aînés, qui regroupe les maîtrises Louveteaux, Jeannettes, Éclaireurs et Guides, le feu (l'équivalent du clan chez les guides-aînées), les Chefs de Groupes (CG), les Assistants Chef de Groupes (ACG) et l'aumônier.
La maîtrise de la troupe est un clan, qui est dit au service de la troupe. Les chefs n'effectuent pas de Route d'été, mais peuvent effectuer la progression routier et organiser des activités de clan.
Au sein du clan, tous les routiers sont égaux. Mais pour trancher dans les décisions et prendre les responsabilités administratives et légales, il y a un chef de clan. ce dernier porte des barrettes rouges. Il doit aussi effectuer un CEP route (Camp École Préparatoire), d'une durée d'une semaine, afin de pouvoir diriger un clan.
"En route" est le manuel des routiers SUF. Il les accompagne dans leur progression, l'organisation de leur année, et fourni conseils, chants, cérémonials et historique.
Leur devise est "Routier pour servir!".
Tous les routiers et toutes les guides-aînés SUF portent un foulard rouge bordé de deux liserés vert et jaune. Le rouge est en effet la couleur des routier, le vert celle des éclaireurs et le jaune celle des louveteaux.

### Chez les Europes
Contrairement aux SUF, les clans Europe ne sont pas rattachés à un groupe, mais à un district. Un district rassemble plusieurs groupes scouts proches géographiquement. Pour cela, le clan est divisé en équipe de 6. Un clan est dirigé par un Chef de Clan (CC), et une équipe par un Assistant Chef de Clan (ACC).
La maîtrise de la troupe est un clan, qui est dit au service de la troupe. Les chefs n'effectuent pas de Route d'été, mais peuvent effectuer la progression routier et organiser des activités de clan.
Il n'y a pas de limite d'âge au sein des clans.
Tous les routiers Europe portent un foulard marron.

## La progression

### Chez les SUF
Au sein des SUF, la progression routier se décompose en deux étapes.

#### Le Compagnonnage Routier
Il s'agit de la première étape de progression. Le routier est appelé à prendre son compagnonnage dès sa première année de routier. Ce n'est pas une étape anodine, car cela prépare au Départ Routier. Un routier qui prend son compagnonnage s'engage donc sur la voie du Départ, même si cela n'est pas une obligation.
Pour se préparer à prendre son compagnonnage le routier effectue les 24 h de la Route et se choisit un parrain. Les 24 h de la Route sont un moment de discernement, par la prière et la méditation. Il s'agit d'une période de réflexion. C'est souvent pendant ces 24 h qu'il se choisit son bâton de routier, et qu'il écrit sa lettre de compagnonnage à son parrain, dans laquelle il explique pourquoi il veut prendre son compagnonnage. Il peut aussi y ajouter d'autres choses.
Le routier prend ensuite son compagnonnage lors d'un cérémonial en présence du reste du clan. D'autres personnes peuvent être présentes. L'évangile des pèlerins d'Emmaüs est lu avant la bénédiction du routier par un prêtre.

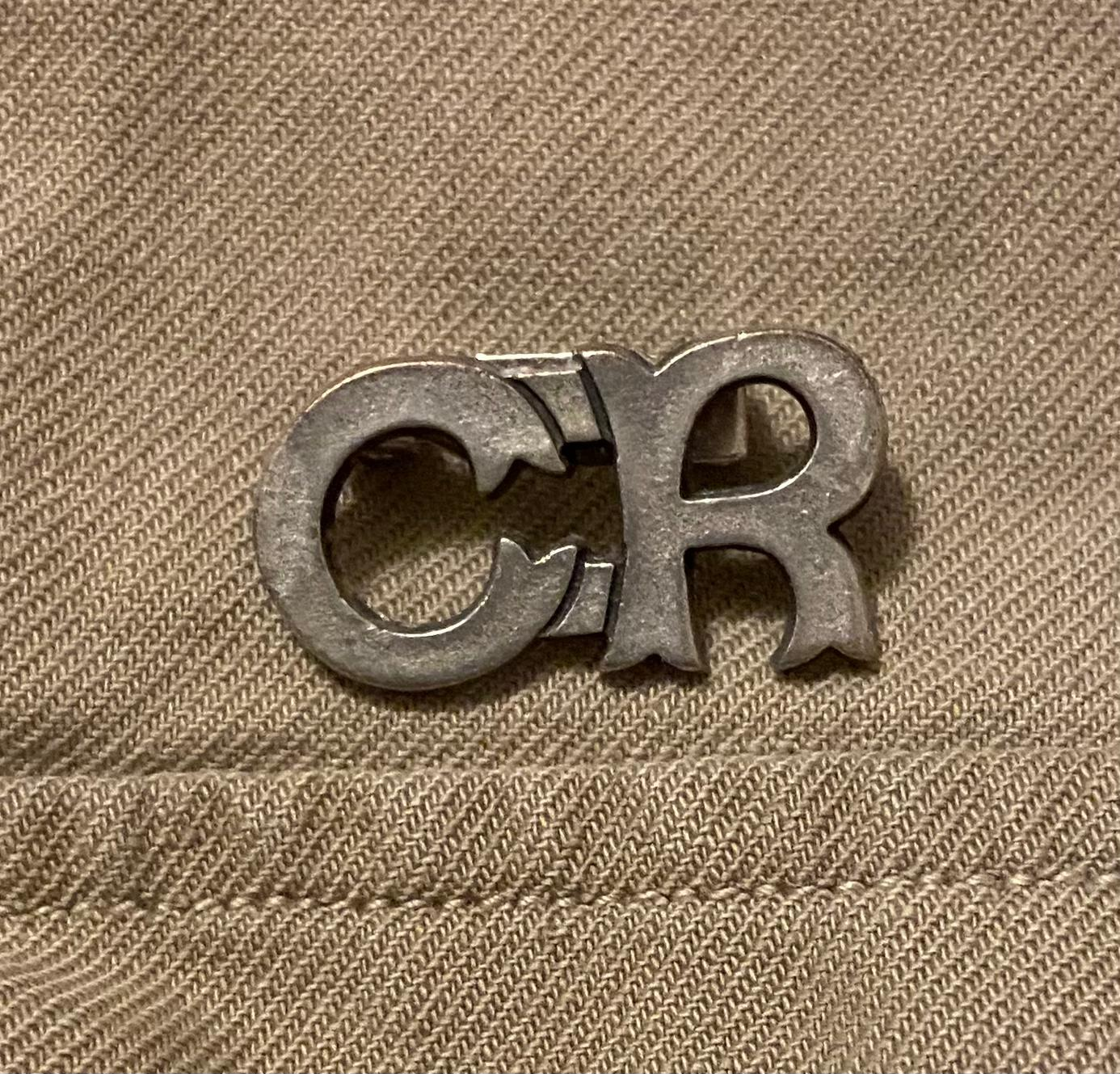
Insigne métallique "CR".

Au cours du cérémonial, le routier prend trois engagements. Un pour lui-même, un pour les autres et un pour Dieu. Il s'agit d'engagements concrets (ex : hygiène pour lui-même, rendre service sans rechigner pour les autres, prière matin et soir pour Dieu). Il est de tradition que le routier grave les initiales de ses engagements sur son bâton de routier.
Il reçoit enfin pendant le cérémonial un insignes métallique "CR" (pour Compagnon Routier), qui marque son statut de compagnon routier.

#### Le Départ Routier
Le Départ Routier est le plus grand engagement qu'un scout est appelé à prendre. C'est la suite logique du compagnonnage, généralement quand celui-ci a été pris deux ou trois ans auparavant. Il ne s'agit pas d'être prêt, mais de vouloir être prêt.

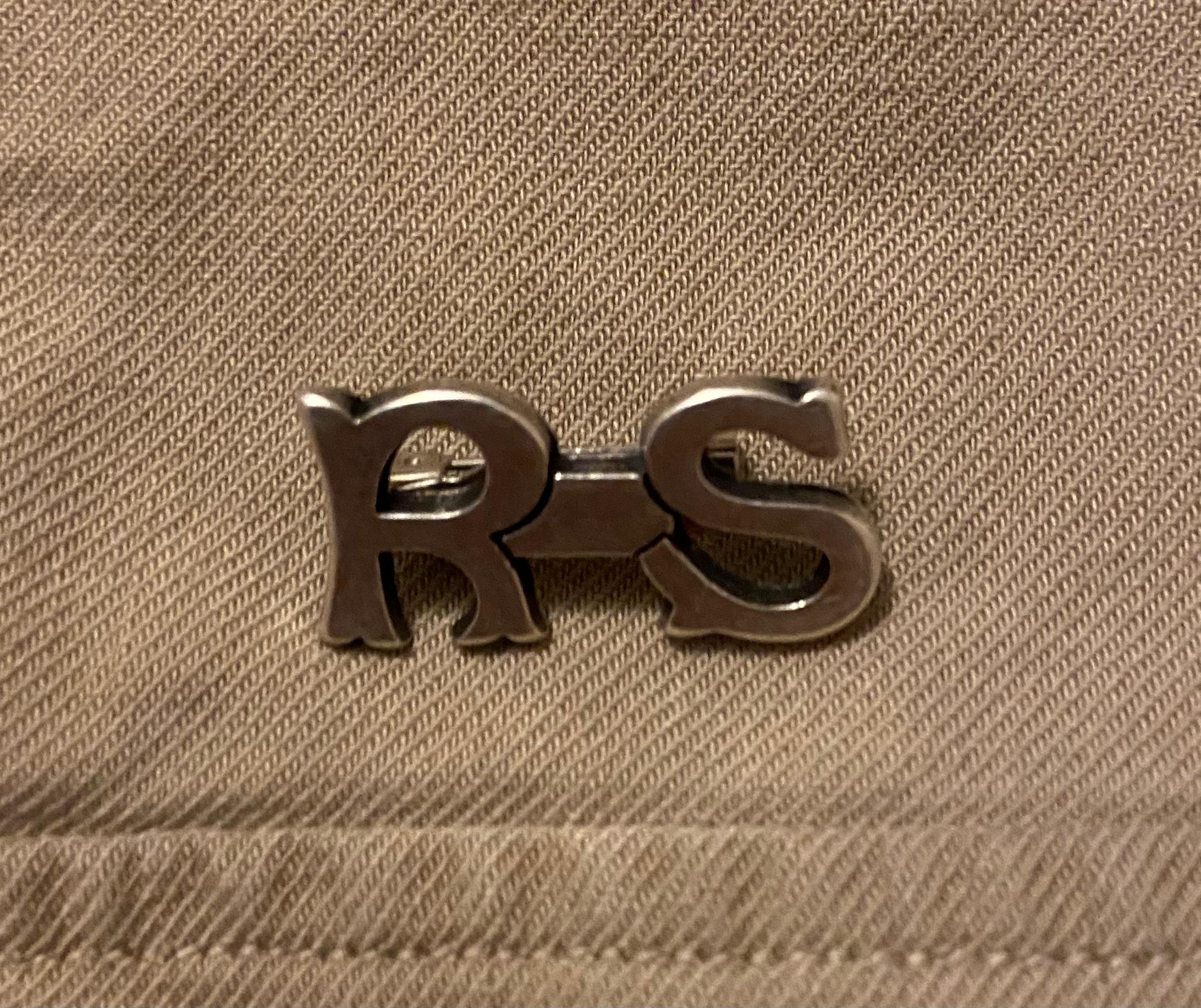
Insigne métallique "RS".

Pour son Départ, le compagnon doit se choisir un parrain, avoir un père spirituel, et effectuer les 48 h de la Route. Le parrain est un homme plus âgé, ayant déjà pris son Départ, ou un engagement important (mariage ou voeux religieux). Le père spirituel est un membre du clergé (prêtre, moine, soeur, etc), ou un laïc formé à l'accompagnement spirituel. Les 48 h de la Route ont la même fonction que les 24 h de la Route. Le routier l'organise donc comme il veut, avec des périodes de méditation, de prière et de service.

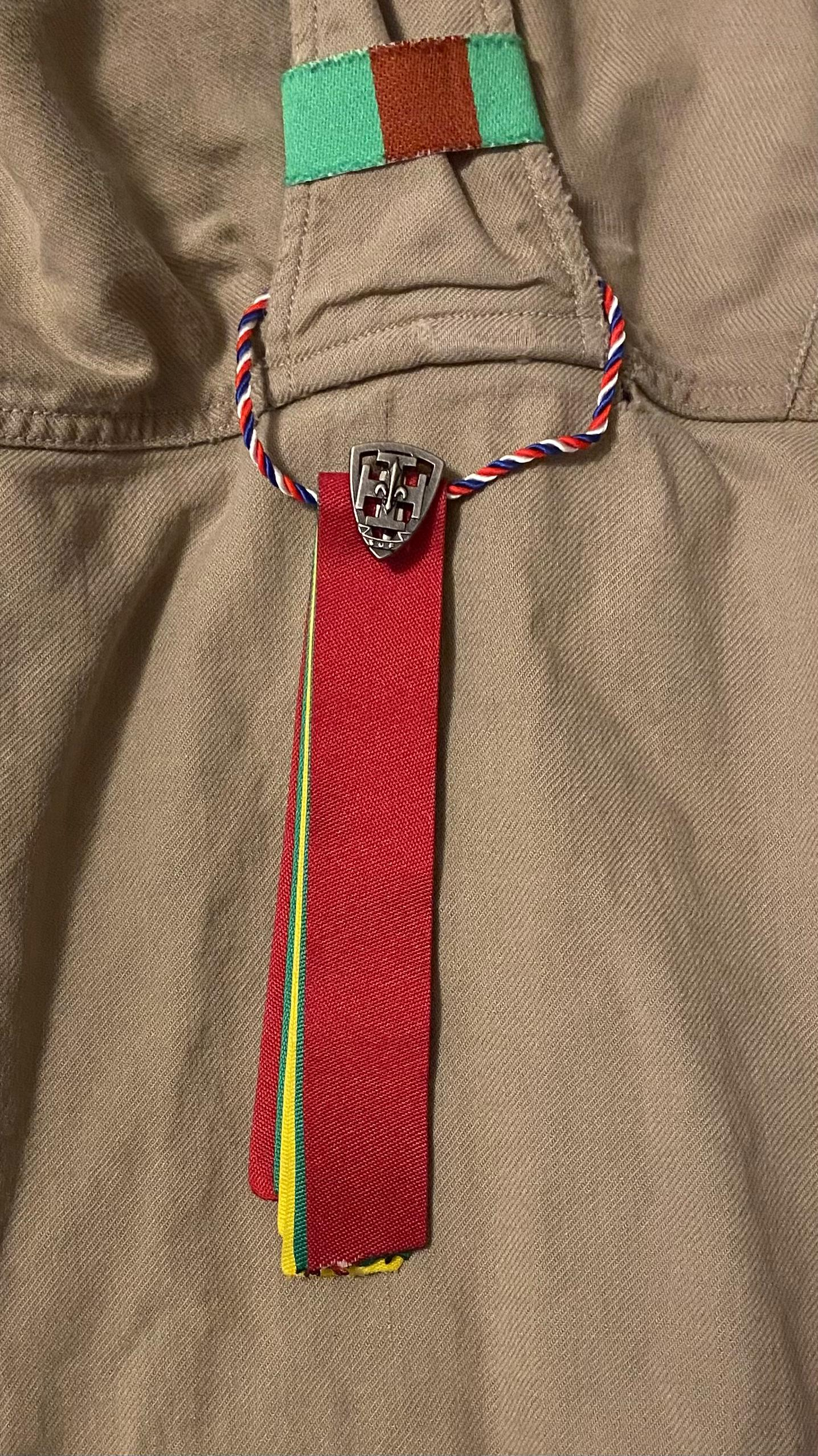
Flots de Routier Scout.

Le cérémonial se fait en clan, avec la troupe, avec des invités, etc. Le routier choisit le lieu et la date. Un aumônier est présent pour bénir le routier et lire Matthieu 5, 3-12a. Le cérémonial est dirigé par un routier ayant déjà pris son Départ. Il se tient de préférence de nuit.
Pendant le cérémonial, le routier reçoit une boule de pain (symbolisant la nourriture, le partage et le Pain de la Vie), la tente (abri pour la route), une torche et une Bible (pour dissiper les ténèbres) et enfin l'insigne métallique "RS" (pour Routier Scout) et des flots rouge, vert et jaune (symbolisant les trois branches : routier, éclaireur et louveteaux). La torche en question est le bâton du compagnonnage, qui est donc brûlé lors du cérémonial. À la fin du cérémonial, le routier scout part en coupant le rassemblement et en chantant "L'Appel de la Route". Le rassemblement reprend en choeur les couplets pendant que le routier scout s'éloigne, et seul le routier scout chante le refrain, en s'arrêtant et se tournant face au rassemblement.
Il marche ensuite un certain temps avant de planter sa tente et de passer sa nuit à l'écart du lieu de camp.

### Chez les Europe
Au sein des Europe, il y a trois étapes de progression.

#### Équipier Pilote
Il s'agit de la première étape de progression. Cette phase s'appelle l'admission pilote. Elle lieu lors de la première année au clan. Il s'agit de l'admission au clan.
Pour ce faire, le routier rédige une lettre de choix qu'il remet à son chef de clan pendant le cérémonial. Dans cette lettre, il y donne sa progression individuelle et affirme vouloir librement suivre les activités de clan.
Pendant le cérémonial, il reçoit un insigne métallique "EP" (pour Équipier Pilote et Être Prêt).

#### Routier-Pilote
Pour devenir Routier-Pilote, le routier doit déjà être Équipier Pilote et avoir réalisé sa longue piste. Le routier prend la décision de prendre un engagement précis et concret au sein du mouvement ou à l'extérieur pour une durée de trois ans. cette phase est appelée l'engagement pilote.
La longue piste est une retraite itinérante individuelle pendant laquelle le routier doit réaliser un effort physique (marche), faire un service, mettre en oeuvre une technique, méditer, et rédiger une prière et un journal de marche. La longue piste dure de 48 à 72 heures. Une demande écrite reprenant les projets de vie et intentions du routier doit d'abord être rédigée.
Pendant le cérémonial, le routier reçoit un insigne métallique "RP" (pour Routier-Pilote, mais aussi pour Répondre Présent).

#### Le Départ Routier
Pour prendre son Départ Routier, le routier doit attendre trois ans après son engagement pilote. Cette période correspond en effet à la fin de son engagement de trois ans.
Lors du cérémonial, tous les Routiers Scouts présents barrent la route au prétendant. Celui-ci se rapproche d'eux pendant la série de questions-réponses du cérémonial, accompagné de son parrain. Lorsqu'il arrive à leur niveau, il reçoit, des mains de son parrain, un bâton fourchu, une hache, un insigne métallique "RS" (pour Routier Scout) et des flots rouge, vert et jaune (symbolisant les trois branches : routier, éclaireur et louveteaux). Il reçoit ensuite la bénédiction du prêtre, qui lit ensuite Matthieu 5, 3-12a. Puis, les Routiers Scouts s'écartent et le nouveau Routier Scout passe au milieu d'eux en entonnant "L'Appel de la Route", dont les couplets sont repris en chœur par le rassemblement. Seul le nouveau Routier Scout, qui s'éloigne pendant les couplets, chante le refrain, en se retournant face au rassemblement. Il part ensuite marcher, puis il plante sa tente et passe la nuit à l'écart du camp.